# Дориа, Амброджо
Амброджо Дориа (итал. Ambrogio Doria; Генуя, 1550 — Генуя, 1621) — дож Генуэзской республики.

## Биография
Амброджо был сыном Паоло Дориа и Томмазины Гримальди, родился в Генуе около 1550 года. Как и его отец, который в 1530 году был одним из капитанов гвардии Генуи, Амброджо (или Джованни Амброджо, как он назван в других источниках) занялся военной карьерой и в 1575 году участвовал в звании капитана в гражданской войне между "старой" (с ней принадлежал род Дориа) и "новой" знатью, которая опустошила столицу республики. Капитан Амброджо Дориа был послан в Савону с Паоло Джустиниани с задачей захватить городской порт и близлежащую крепость Приамар у отрядов "новой" знати. 
После гражданской войны Амброджо продолжал свою военную карьеру, и в 1583 году его имя упоминается среди тридцати капитанов, организовавших безопасность и порядок в Генуе. Он сопровождал королеву Дании Софию Мекленбург-Гюстров (жену короля Фридриха II Датского) в ходе её визита в Геную. 20 сентября 1593 года Амброджо был вновь назначен комиссаром войск Савоны, ответственным за сохранение спокойствия в городе. В 1596 году его имя фигурирует в качестве референта магистрата триремы, органа, отвечавшего за строительство флота.
В качестве дипломатического представителя Республики - после отставки Арриго Сальваджо и Андреа Спинолы - Амброджо Дориа был направлен в 1600 году в Вену, где без успеха пытался урегулировать спор Генуи с Испанией по поводу сюзеренитета над маркизатом Финале.
Вернувшись в Геную, Амброджо в 1604-1606 годах занимал административные и судебные должности, в 1607-1608 годах был капитаном войск в долине Польчевера и Бизаньо.

### Правление
Амброджо Дориа 11 июня 1609 года был включен в число сенаторов Республики, где он служил вплоть до 1611 года. В 1610 году он сменил Джорджо Чентурионе (будущего дожа) на посту главы комитета по борьбе с бандитизмом, вместе с коллегой, также будущим дожем Бернардо Клаварецца. Избрание Амброджо в Синдикаторий (орган, оценивавший эффективность работы дожей) является проявлением серьезного роста его авторитета. В 1616-1618 годах он был главой магистрата иностранной валюты.
Амброджо был одним из явных кандидатов на пост дожа, но, ввиду существовавшего компромисса между знатью Генуи, установленного в 1576 году и состоявшем в принципе чередования на посту дожа представителей фракций "старой" и "новой" знати, он смог избраться на высшую должность государства лишь 4 мая 1621 года.
Однако правление Дориа оказалось кратковременным: его хватил внезапный удар, который привел его к смерти 12 июня того же года. За время мандата он всего однажды появился публично - 28 мая, на траурной церемонии в честь короля Филиппа III Испанского. Похоронную мессу над телом умершего дожа отслужил архиепископ Генуи Доменико де Марини, а само тело было погребено в церкви Иисуса и святых Амвросия и Андрея, недалеко от Палаццо Дукале.

### Личная жизнь
От брака с Джироламой Чентурионе Амброджо имел троих детей: Паоло Франческо, Марию (жену Агостино Спинолы) и Паолу (жену Франческо Ломеллини).